# Gymnochthebius subsulcatus
Gymnochthebius subsulcatus är en skalbaggsart som beskrevs av Perkins 2005. Gymnochthebius subsulcatus ingår i släktet Gymnochthebius och familjen vattenbrynsbaggar. Inga underarter finns listade i Catalogue of Life.